# Il mondo dei Draghi
Il mondo dei Draghi (World of Dragons), conosciuto con molti titoli in altri paesi, è una serie televisiva britannica realizzata dalla Darlow Smithson Productions che è andata in onda su diversi canali come Animal Planet nella quale parla della storia vera e propria su la creatura più straordinaria che sia stata nominata nelle leggende e nelle favole.

## Trama
La trama inizia con una drammatizzazione live-action sulla scoperta di una carcassa di un drago congelato nelle montagne dei Carpazi in Romania, vicino a corpi di cavalieri del XV secolo. Il dramma inizia per principio nell'attuale Montana dove mostra una battaglia tra un nuovo genere di drago chiamato "Drago preistorico" e un Tyrannosaurus rex, avvenuta 65 milioni di anni fa. Ma alla fine di quel periodo un tremendo meteorite si schiantò sulla Terra, uccidendo quasi tutte le grandi forme di vita che esistevano. Tuttavia, il Drago marino, (lontano cugino del Drago preistorico) è sopravvissuto alla catastrofe perché visse e si evolse nel mare. Nella trama il dottor Jack Tanner racconta che circa 64.000 anni più tardi, i mammiferi dominarono il pianeta, nella quale i nostri antenati furono tra le creature più pericolose per i discendenti del Drago marino a quei tempi. Infatti, alla fine della puntata, la scena finale ritorna al XV secolo in Romania, dove mostra la lotta tra il gruppo di cavalieri e tra il Drago (visti all'inizio della puntata) che ha rubato e ucciso delle pecore da un villaggio. Ma durante la lotta entrambi morirono, finché non vennero trovati da un'équipe di scienziati e portati dal dottor Jack Tanner al Museo di storia naturale di Oxford.
Una gran parte dei draghi comparsi sono dedicati alla spiegazione scientifica di come un animale di 900 libbre (410 kg) possa aver imparato a sputare il fuoco dalla sua bocca.

### Animali comparsi
- Tirannosauro Rex
- Pteranodonte
- Drago preistorico
- Drago marino
- Tigre
- Drago delle foreste
- Drago delle montagne

## Accoglienza
La Darlow Smithson Productions ha rilevato che la computer grafica di Il mondo dei Draghi ha reso questa serie molto famosa, ma alla fine lo spettacolo ha dato la sensazione di trasmettere un messaggio "Non credete a questa cosa" per lo spettatore. Secondo il New York Times è facile dimenticare che la serie non è un documentario serio al punto di stupire gli spettatori.